# Gustav Adelbert Seyler
Gustav Adelbert Seyler  (* 19. März 1846 in Willmars; † 19. März 1935 in Berlin) war ein deutscher (preußischer) Kommunalpolitiker, Bibliothekar und Heraldiker.

## Leben

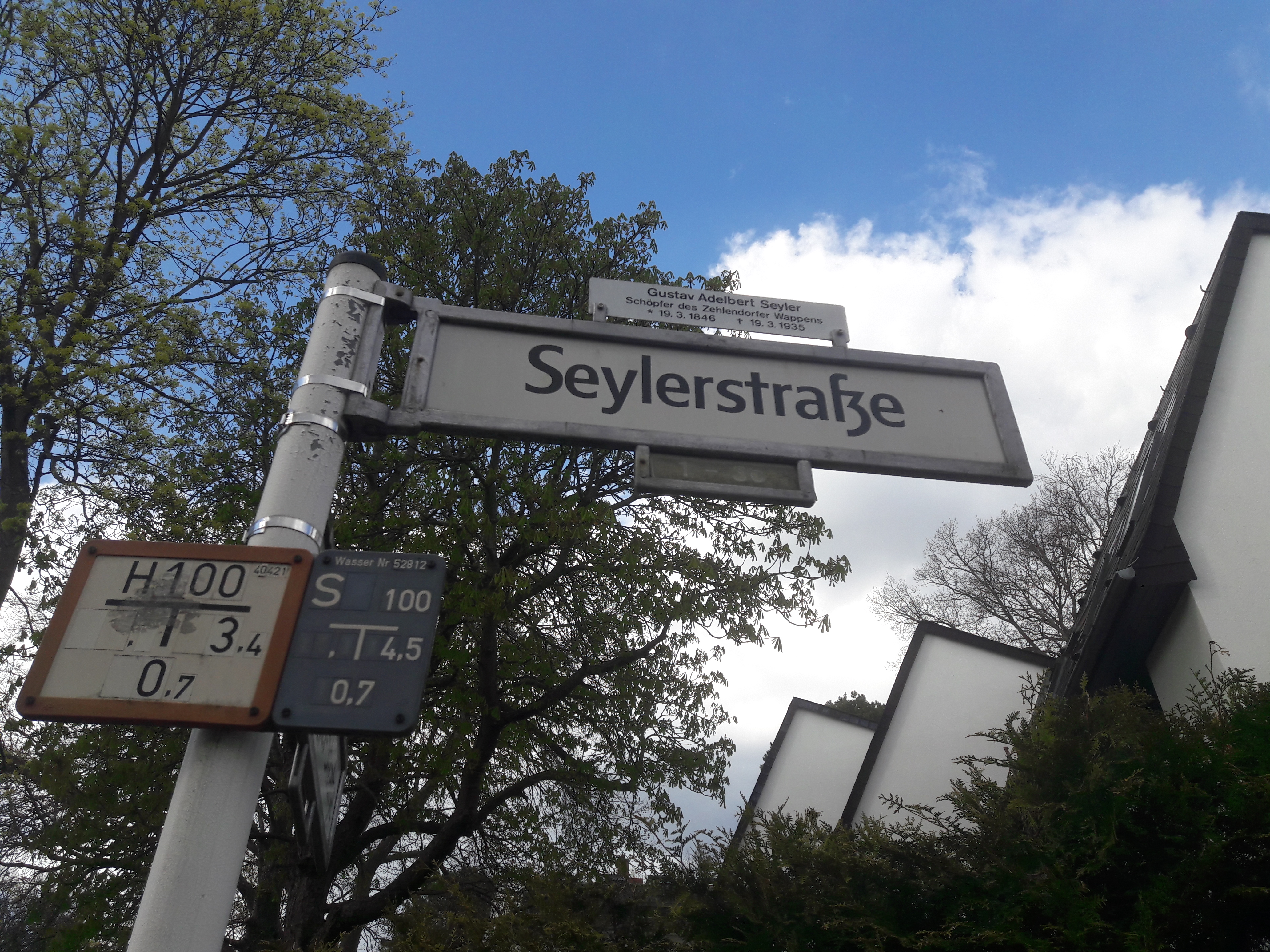
Straßenschild Seylerstraße in 14109 Berlin (Wannsee)

Seine Arbeiten auf dem Gebiet der Heraldik waren wegweisend und grundlegend. Die wissenschaftliche Wappenkunde fand bei der Arbeit am Neuen Siebmacher in acht Teilbänden ihren Niederschlag. Er war Redakteur der Zeitschrift Der Herold des Vereins Herold und Genealogisches Handbuch bürgerlicher Familien (ab 1889).
Seine Grabstätte befindet sich nach einer Umbettung im Jahr 1939 auf dem Südwestkirchhof Stahnsdorf. Im Berliner Bezirk Steglitz-Zehlendorf ist eine Straße nach ihm benannt.

## Werk
- Das grollende Rauschen in den Falten des alten Kaisermantels auf der Hofburg zu Wien. Stahel, Würzburg 1871.
- Das heraldische Lehnsrecht. Berlin 1872.
- Adelsbuch des Königreichs Bayern (1820–1875). Bauer&Raspe, Nürnberg 1877.
- Geschichte der Siegel. Leipzig 1894.[1]

Publikationen im Rahmen des Neuen Siebmacher:
- Abgestorbener bayerischer Adel. Bauer&Raspe, Nürnberg 1884 (I. Teil)/1906 (II. Teil)/1911 (III. Teil) (= Johann Siebmachers Großes Wappenbuch, Band 6, Abt. 1).
- Der abgestorbene Württembergische Adel. Bauer&Raspe, Nürnberg 1884 (I. Teil)/1906 (II. Teil)/1911 (III. Teil) (= Johann Siebmachers Großes Wappenbuch Band 6, Abt. 2).
- Geschichte der Heraldik. Bauer&Raspe, Nürnberg 1885–1889 (= Johann Siebmachers Großes Wappenbuch Einführungsband). Digitalisat des Reprints von 1970.
- gemeinsam mit Adolf Matthias Hildebrand: Zweitausend Bürgerliche Wappen. Bauer&Raspe, Nürnberg 1888 (= Johann Siebmachers Großes Wappenbuch Band 5, Abt. 3).
- Zweitausend Bürgerliche Wappen. Bauer&Raspe, Nürnberg 1890 (= Johann Siebmachers Großes Wappenbuch Band 5, Abt. 4).
- Berufswappen. Bauer&Raspe, Bauer&Raspe, Nürnberg 1898 (= Johann Siebmachers Großes Wappenbuch Band 1, Abt. 7).